# Смирныховский район
Смирныхо́вский район — административно-территориальная единица (район), в границах которой вместо упразднённого одноимённого муниципального района образовано муниципальное образование городской округ «Смирныховский» в Сахалинской области России.
Административный центр — посёлок городского типа Смирных.

## География
Смирныховский район приравнен к районам Крайнего Севера.
Расположен в центральной части острова Сахалин, имея выходы к западному и восточному побережьям острова.

## История
16 января 1965 года из части территории Поронайского района был образован Смирныховский район.
Городской округ образован 1 января 2005 года. До 2012 года основным наименованием городского округа являлось Смирныховский район, после 2012 года — городской округ «Смирныховский».

## Население
| 1970    | 1979    | 1989    | 2002    | 2010    | 2011    | 2012    |
| ------- | ------- | ------- | ------- | ------- | ------- | ------- |
| 22 483  | ↘20 691 | ↗21 583 | ↘15 063 | ↘13 142 | ↘13 108 | ↘12 840 |
| 2013    | 2014    | 2015    | 2016    | 2017    | 2018    | 2019    |
| ↘12 603 | ↘12 498 | ↘12 389 | ↘12 097 | ↘12 003 | ↘11 891 | ↘11 742 |
| 2020    | 2021    | 2023    |         |         |         |         |
| ↘11 658 | ↘11 542 | ↘11 348 |         |         |         |         |

## Населённые пункты
В состав района (городского округа) входят 14 населённых пунктов:
| №  | Населённый пункт | Тип населённого пункта      | Население |
| -- | ---------------- | --------------------------- | --------- |
| 1  | Буюклы           | село                        | ↘824      |
| 2  | Ельники          | село                        | ↘23       |
| 3  | Кошевое          | село                        | →14       |
| 4  | Онор             | село                        | ↘878      |
| 5  | Онор-2           | село                        | ↘37       |
| 6  | Орлово           | село                        | ↘24       |
| 7  | Первомайск       | село                        | ↘558      |
| 8  | Пильво           | село                        | ↘4        |
| 9  | Победино         | село                        | ↘789      |
| 10 | Раздольное       | село                        | ↘17       |
| 11 | Рощино           | село                        | ↘308      |
| 12 | Рыбоводное       | село                        | ↘16       |
| 13 | Смирных          | пгт, административный центр | ↗8293     |
| 14 | Южная Хандаса    | село                        | ↘0        |